# 拉让
拉让（藏語：བླ་བྲང，威利转写：bla brang），又译作拉章，藏语音译词，意为私邸或喇嘛府邸，既指活佛及其侍从的住所，也指其私有财产的管理机构。达赖、班禅，以及一些措钦活佛、堪布活佛、扎仓活佛均有自己的拉让。

## 历史
在西藏历史上，拉让的出现可以追溯到十三世纪，最早见于萨迦派。公元1265年，萨迦派第五祖八思巴奉蒙古大汗忽必烈旨意返回西藏，在萨迦寺登上法座成为法王，并开始负责西藏政务。八思巴重新设置西藏各级职官机构，任命萨迦本钦，并在本钦之下新设13种职官。随后第二任萨迦本钦贡噶桑布建立仁钦岗拉让和拉康拉让，是为西藏拉让的创始。后世藏传佛教的其他教派也借鉴萨迦派的做法建立拉让，特别是五世达赖喇嘛时被发扬光大，在西藏各级政府和格鲁派中广泛采用。
拉让多设于寺庙内，但如格鲁派的热振活佛、德珠活佛、策墨林活佛、第穆活佛、功德林活佛等一些高僧除了所属寺庙内的拉让外，在拉萨还另设有拉让，他们多曾有担任摄政的经历。
拉让在经济上并不隶属于寺院财产，有自己的庄园、属民、牧场等固定产业，并独立收受布施贡品。通常依据活佛地位高低，其产业多少和收益大小也大不同。活佛在世时，其拉让的财产都属于其私有财产，由活佛委任专人管理，活佛去世后将由下一世转世活佛继承。格鲁派活佛转世通常不是其血缘上的继承人，而萨迦派则多为家族世袭制。

## 相关
- 拉让宁巴：拉萨市城关区八廓南街的一座大院，因五世达赖等高僧曾在此居住而得名
- 拉卜楞寺：“拉卜楞”由“拉章”音变而来，最早指嘉木样活佛府邸